# جسر خربا
جسر خربا هو جسر روماني في قرية خربا في خصبة حوران منطقة من سوريا، على مقربة من مدينة بصرى.
الجسر يعبر وادي زايدي، أحد روافد نهر اليرموك، على بعد 3.5 كم من شمال غرب بصرى. لديه ثلاثة أقواس نصف دائرية كل 3.8م، واضح أن بقية الأرصفة واسعة بارتفاع 2.5م إلى داعمة. عرض الجسر 4.52م. يوجد في الجانب الشرقي مجرى مائي صغير مدعوم بعمود و‌تاج العمود. يتم بناء الأقبية والأغطية في الغالب بالبازلت الأسود الأخضر. بشكل عام، لا يزال الهيكل القديم في حالة جيدة إلى حد ما.
هناك جسران رومانيان آخران على الأقل يعبران وادي زيدي: جسر جمرين والآخر في الطيبة.